# Gerichtsamt Kamenz
Das Gerichtsamt Kamenz war in den Jahren zwischen 1856 und 1874 die unterste Verwaltungseinheit und von 1856 bis 1879 nach der Abschaffung der Patrimonialgesetzgebung im Königreich Sachsen Eingangsgericht. Es hatte seinen Amtssitz in der Stadt Kamenz.

## Geschichte
Nach dem Tod des sächsischen Königs Friedrich August II. wurde unter der Regierung von dessen Nachfolger  König Johann nach dem Vorbild anderer Staaten des Deutschen Bundes die Abschaffung der Patrimonialgesetzgebung verordnet. An die Stelle der bisher im Königreich Sachsen in Stadt und Land vorhandenen Gerichte der untersten Instanz traten die zentral gelegenen Bezirksgerichte und Gerichtsämter in nahezu allen größeren Städten. Die Details der Verwaltungsreform regelten das sächsische Gerichtsverfassungsgesetz vom 11. August 1855 und die Verordnung über die Bildung der Gerichtsbezirke vom 2. September 1856.
Stichtag für das Inkrafttreten der neuen Behördenstruktur im Königreich Sachsen war der 1. Oktober 1856. Aufgelöst wurde das Justizamt Kamenz. Das neu gebildete Gerichtsamt Kamenz unterstand dem Bezirksgericht Kamenz. Sein Gerichtsbezirk umfasste Kamenz, Alte Ziegelscheune, Auschkowitz, Bernbruch, Biehla, Bischheim, Bocka bei Uhyst, Boderitz, Brauna, Bulleritz, Cannewitz bei Marienstern, Caseritz, Crostwitz, Cunnersdorf, Cunnewitz, Deutschbaselitz, Döbra, Dobrig, Dürrwicknitz, Elstra, Gelenau, Glaubnitz mit Buchholzmühle, Gödlau, Gränze, Großgrabe mit Wiednitzer Forst, Grünberg, Häslich, Hausdorf, Hennersdorf, Höflein mit Marienborn, Horka, Jauer, Jesau, Jiedlitz, Kaschwitz, Kindisch, Kleinhänchen, Kriepitz, Kuckau, Laßke, Lehndorf, Liebenau, Lieske, Lückersdorf, Kloster St. Marienstern, Milstrich, Miltitz, Möhrsdorf, Nauslitz, Nebelschütz, Neraditz, Neudörfel bei Räckelwitz, Neuhof, Neuschmerlitz, Neustädtel, Niedergersdorf, Nucknitz mit Kopschien und Brautitz, Obergersdorf, Ossel, Oßling, Ostro, Panschwitz, Petershain, Piskowitz, Prietitz, Ralbitz, Räckelwitz mit Drei- und Teichhäusern, Rauschwitz, Rehnsdorf, Rohrbach, Rosenthal, Säuritz, Schiedel, Schmeckwitz, Schmerlitz, Schönau, Schönbach, Schweinerden, Schwosdorf, Siebitz bei Marienstern, Skaska, Sommerluga, Spittel,  Straßgräbchen mit Waldhof, Talpenberg, Trado, Tschaschwitz, Tschornau, Welka, Wendischbaselitz, Weißig bei Kamenz, Wiesa, Wohla (Rittergut), Zerna und Zschornau.
Die Zivil- und Kriminalgerichtsbarkeit im Weichbild der Stadt wurde in allen ihren Zweigen vom Gerichtsamt Kamenz verwaltet. Die Polizei und die Polizeigerichtsbarkeit aber standen, mit Ausnahme des Pass- und Fremdenwesens, welches auch das Gerichtsamt Kamenz verwaltete, dem Bürgermeister und städtischem Rat zu, dem somit die gesamte Wohlfahrts-, Sicherheits-, Gewerbe- und Gesindepolizei sowie das Innungswesen unterstand.
Nach der Neustrukturierung der Gerichtsorganisation gemäß dem Gesetz über die Organisation der Behörden für die innere Verwaltung vom 21. April 1873 gingen die Verwaltungsbefugnisse der Gerichtsämter 1874 auf die umgestalteten bzw. neu gebildeten Amtshauptmannschaften über.
Seitdem das bisherige königliche Gericht als königliches Gerichtsamt bezeichnet wurde, führte sein Vorstand den Titel Gerichtshauptmann.
Die Verwaltungsaufgaben des Gerichtsamtes Kamenz wurden im Zuge der Neustrukturierung der sächsischen Gerichtsorganisation gemäß dem Gesetz über die Organisation der Behörden für die innere Verwaltung vom 21. April 1873 in die im Jahre 1874 neugeschaffene Amtshauptmannschaft Kamenz mit Sitz in der Stadt Kamenz integriert.
Das Gerichtsamt Kamenz wurde 1879 auf Grund des Gesetzes über die Bestimmungen zur Ausführung des Gerichtsverfassungsgesetzes im Deutschen Reich vom 27. Januar 1877 und des Gesetzes über die Zuständigkeit der Gerichte in Sachen der nichtstreitigen Gerichtsbarkeit vom 1. März 1879 durch das neu gegründete Amtsgericht Kamenz abgelöst.

### Gerichtsgebäude

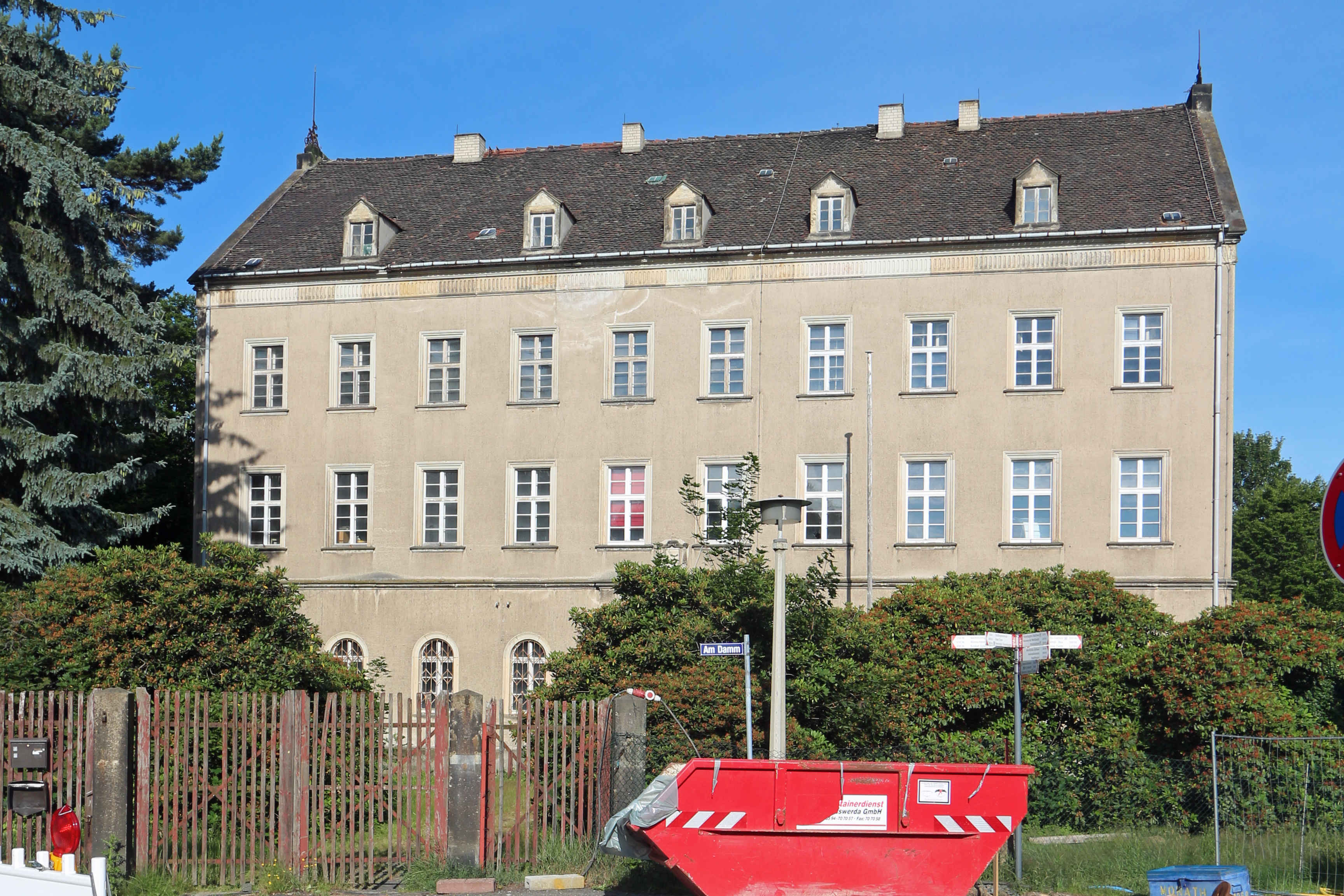
Altes Amtsgericht

Das Gerichtsamt nutzte das 1844 erbaute Gebäude des königlichen Gerichts (Am Damm 5). Das dreigeschossige Verwaltungsgebäude mit Gurtgesims, Wappenkartusche über der Eingangstür, Rundbogenfenster, Kranzgesims und Dachhäuschen ist stadtgeschichtlich und baugeschichtlich von Bedeutung und steht daher unter Denkmalschutz.